# Château d'Écutigny
 (avril 2023).
- Si vous ne connaissez pas le sujet, laissez ce bandeau (vous pouvez alors contacter les auteurs).
- Si vous supprimez le contenu mis en cause (vous pouvez préalablement contacter les auteurs),

argumentez précisément cette suppression dans la page de discussion
(un manque de référence n'est pas un argument ; une recherche réelle de référence doit avoir été effectuée, être formellement documentée).
Le château d'Écutigny est un château du XVIIe siècle construit sur l'emplacement d'une place forte du XVe siècle situé à Écutigny (Côte-d'Or) en Bourgogne-Franche-Comté.

## Localisation
Le  château est situé au nord du village, accessible depuis la RD 33g par une allée plantée  aux monuments historiques et un pont de pierres flanqué de deux piliers du XVIIIe siècle. .

## Historique
L’existence d'un château-fort dont ne subsistent qu'une tour et une tourelle abritant un escalier à vis est attestée en 1450 sur l'emplacement d'une motte-forte du XIIe siècle, elle-même construite sur un site gallo-romain. La reconstruction de cette ancienne place forte est entreprise au XVIIe siècle, comme en témoignent encore deux pierres portant les dates de 1632 et 1646, la décoration s'en poursuit jusqu'au XVIIIe siècle.

## Description
Bel édifice entouré de fossés, le château a été entièrement restauré. Il se distingue par un sous-sol voûté en berceau, un puits intérieur sous perron et un colombier rond implanté dans les communs. À proximité de l’édifice, on note le lavoir à impluvium XIXe siècle, sa fontaine et les restes d'un four à chaux.
Le corps de logis (sauf partie classée) et communs, les piliers de l'entrée du XVIIIe siècle, les douves et leurs ponts, l'avant-cour et l’avenue menant au château sont inscrits par arrêté du 27 mars 1992.

## Mobilier
Le grand salon est classé par arrêté du 2 septembre 1994.